# کلانی پایین
کلانی پایین، روستایی در دهستان سند میرثوبان بخش مرکزی شهرستان دشتیاری در استان سیستان و بلوچستان ایران است.

## جمعیت
بر پایه سرشماری عمومی نفوس و مسکن در سال ۱۳۹۵، جمعیت این روستا برابر با ۸۸۱ نفر (۱۵۶ خانوار) بوده‌است.